# Пітер О'Лірі
 Пітер О'Лірі (англ. Peter O'Leary; 3 березня 1972, Веллінгтон) — новозеландський футбольний арбітр. У вільний від суддівства час працює вчителем біології. Володіє лише англійською мовою. Арбітр ФІФА. Один з арбітрів розіграшу фінальної стадії Чемпіонату світу 2010 у ПАР і чемпіонату світу 2014 в Бразилії.

## Кар'єра арбітра
Судить міжнародні матчі з 2003 року. 2004 року обслуговував фінал Кубка націй ОФК між збірними Австралії та Соломонових островів (5:1).
З 2007 по 2012 рік п'ять разів поспіль залучався до арбітражу матчів клубного чемпіонату світу, обслуговуючи по одному матчу. З того ж таки 2007 року Пітер чотири рази поспіль був арбітром молодіжних чемпіонатів світу.
На Чемпіонаті світу 2010 у ПАР як четвертий арбітр обслуговував шість матчів турніру, в тому числі матч 1/8 фіналу Парагвай — Японія.
2012 року вдруге у своїй кар'єрі обслуговував фінал Кубка націй ОФК, цього разу між збірними Нової Каледонії і Таїті (0:1). Того ж року судив матчі Олімпійського футбольного турніру 2012 в Лондоні.
2014 року був вибраний одним з арбітрів розіграшу фінального турніру чемпіонату світу 2014 року в Бразилії. Проте вже в першому матчі на турнірі Пітер не зарахував чистий гол боснійця Едіна Джеко у ворота збірної Нігерії, через що африканці перемогли 1:0 і позбавили європейців шансу на вихід з групи. Після цього О'Лірі більше матчі на тому «мундіалі» не обслуговував.

## Цікаві факти
- У послужному списку О'Лірі є навіть один матч англійської Прем'єр-ліги. О'Лірі був гостем відомого арбітра Стіва Беннетта на поєдинку «Астон Вілла» — «Сандерленд» у вересні 2008 року. Коли один з лайнсменів отримав травму, в перерві його замінив Беннетт, який працював на тому матчі як четвертий арбітр. Саме в ролі четвертого арбітра О'Лірі і провів другий тайм того поєдинку[3].